# بلال عبدالرحمن
بلال عبدالرحمن (انگلیسی: Bilal Abdulrahman؛ زادهٔ ۱۴ نوامبر ۱۹۸۳) فوتبالیست اهل قطر است.

## باشگاهی
از باشگاه‌هایی که در آن بازی کرده‌است می‌توان به الغرافه، السد، الاهلی قطر، الشمال، السد، الخور، الخریطیات، الاهلی قطر، الشحانیه اشاره کرد.

## تیم ملی
وی همچنین در تیم ملی فوتبال قطر بازی کرده است.